# Mit dem Herzen dabei
Mit dem Herzen dabei war eine Samstagabendshow des Fernsehens der DDR. Die 8 Folgen zwischen 1964 und 1968 wurden von Hans-Georg Ponesky moderiert.

## Entstehung
Fernsehpremiere hatte die Sendung am 7. Oktober 1964, dem 15. Jahrestag der Gründung der DDR (Tag der Republik). Das Format wurde am 18. Januar 1964 als Rundfunksendung gestartet. Sie lief am Samstagnachmittag über zwei Stunden im Radio DDR 1.

## Konzept

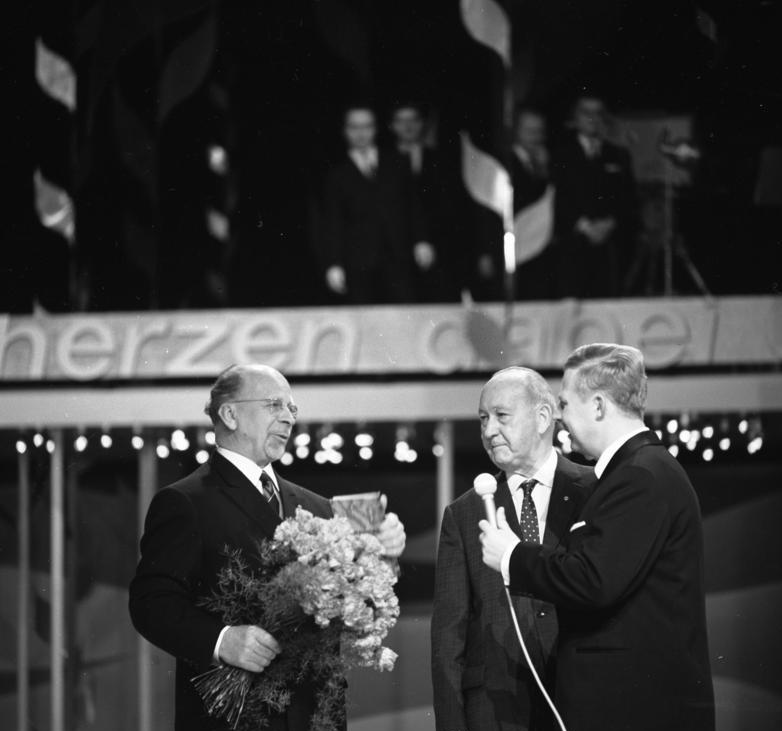
Hans-Georg Ponesky (rechts mit Mikrophon) mit Walter Ulbricht und Max Fechner am 16. April 1966 auf der Bühne des Friedrichstadtpalastes

Zentraler Programmpunkt war, dass in jeder Sendung jeweils Werktätige von dem Moderator mit größtenteils sehr aufwändigen Aktionen überrascht wurden. Die geheimen Wünsche der Mitwirkenden waren zuvor in deren Umfeld verdeckt ermittelt worden. (Einer ähnlichen Idee liegt die spätere westdeutsche Rudi Carrell Show Laß Dich überraschen zugrunde.) Der erste Geehrte war der Hoyerswerdaer Maler, Museumsleiter und Tierpark-Gründer Günter Peters.
Daneben gab es musikalische Darbietungen von populären Künstlern. Umgesetzte Aktionen waren zum Beispiel:
- Ein Ehepaar aus dem Publikum wird nach Hause geschickt und findet seine Wohnung komplett renoviert vor.

- Eine Verkehrspolizistin wird von ihrer Arbeitsstelle abgeholt und auf die Bühne begleitet, wo sie einen polnischen Jungen wiedertrifft, den sie nach dem Krieg aufgenommen und jahrelang nicht gesehen hatte.

- Ein Ehepaar bekommt einen Trabant 601 geschenkt, in dem sie dann mittels eines Transporthubschraubers zu einem Urlaubsort geflogen wurden.

- Ein Eisenbahner, der nach einer langen Schicht im Bett liegt, wird mit einem motorisierten Bett, das vor seiner Haustür steht, durch die Karl-Marx-Allee zur Veranstaltung in den Friedrichstadtpalast gefahren.

Große politische Dimension hatte die Sendung am 16. April 1966. Dort fand auf der Showbühne eine öffentliche Aussöhnung zwischen Walter Ulbricht und Max Fechner statt, dem zeitweise inhaftierten ersten Justizminister der DDR.
Die zweite Sendung fiel mit dem 1. Weihnachtsfeiertag 1964 auf einen ebenfalls idealen Sendeplatz, eine weitere Folge lief am 16. April 1965 zum bevorstehenden 20. Jahrestag der Befreiung vom Faschismus.
Am 7. Oktober 1965 lief die Sendung verteilt über den ganzen Tag viermal jeweils etwa eine Stunde. Dabei fanden aus unterschiedlichen Teilen der Republik Live-Schaltungen statt. So aus einem Schnellzug, aus einem Bergwerk bei Zwickau und aus Eisenhüttenstadt, wo ein Trabi-Konvoi Rentner spazieren fuhr.

## Bewertung
Der Historiker Stefan Wolle beschreibt die Sendung als TV-Variante der Utopie von der „sozialistischen Menschengemeinschaft“ und weiter: 

„Rückblickend wird man sagen können, dass diese Fernsehsendung eine Antizipation von mediengeschichtlichen Entwicklungen war, die erst dreißig Jahre später die schöne neue Fernsehwelt beglückten. ‚Mit dem Herzen dabei‘ war als Live-Übertragung einer Massenveranstaltung eine Art Reality-Show mit Spieleinlagen, Musik, prominenten Gästen und viel Publikum. Die Grenzen zwischen Medium und Wirklichkeit verschwanden. Die Fernsehsendung war Realität, und diese wurde live im Fernsehen übertragen. Zeremonienmeister war ein Entertainer namens Hans-Georg Ponesky, dessen Markenzeichen sein ewiges schmieriges Grinsen und seine salbungsvolle Stimme waren.“